# Shaker Heights
Shaker Heights é uma cidade localizada no estado norte-americano do Ohio, no Condado de Cuyahoga.

## Demografia
Segundo o censo norte-americano de 2000, a sua população era de 29.405 habitantes.
Em 2006, foi estimada uma população de 27.245, um decréscimo de 2160 (-7.3%).

## Geografia
De acordo com o United States Census Bureau tem uma área de 16,4 km², dos quais 16,3 km² cobertos por terra e 0,1 km² cobertos por água. Shaker Heights localiza-se a aproximadamente 283 m acima do nível do mar.

## Localidades na vizinhança
O diagrama seguinte representa as localidades num raio de 8 km ao redor de Shaker Heights.